# طماطم شجري
شجرة الطماطم أو الطَمَاطِم الشَجَرِيّ  (بالإنجليزية: tree tomato أو tamarillo أو dutch eggplant) نوع أشجار من الفصيلة الباذنجانية، له ثمار تشبه الطماطم.